# Wackersdorf
Wackersdorf è un comune tedesco di 5 047 abitanti, situato nel land della Baviera.

## Storia
La cittadina bavarese divenne nota per il movimento di opposizione al nucleare nato all'inizio degli anni ottanta in occasione della pianificazione dell'impianto di Wackersdorf. Il progetto si scontrò con la strenua resistenza di gruppi locali e stranieri, che in ripetute manifestazioni (con tre vittime nel 1986) ne impedirono la realizzazione.